# Sophia Bogner
Sophia Bogner (* 1987) ist eine deutsche Fernsehjournalistin, Reporterin und Buchautorin.

## Leben
Sophia Bogner wuchs in Stuttgart auf. Ihre Mutter kam aus Äthiopien, ihr Vater ist Deutscher. Nach ihrem Abitur studierte sie Literaturwissenschaften und Internationale Beziehungen in Paris, Shanghai und an der University of Cambridge. Anschließend arbeitete sie mehrere Jahre lang in der freien Wirtschaft, zuletzt als Leiterin der Unternehmensentwicklung bei Hubert Burda Media. Ab 2016 besuchte Sophia Bogner die Deutsche Journalistenschule in München. Im Anschluss schrieb sie als Reporterin unter anderem für die Zeit, den Spiegel und das Reportagen Magazin.
Seit 2018 berichtete Sophia Bogner größtenteils aus dem Ausland, zumeist aus Afrika. Häufig arbeitete sie dabei mit dem Journalisten Paul Hertzberg zusammen. In vier Jahren berichtete sie aus mehr als zwölf Ländern. Für diese Arbeit ist Sophia Bogner mehrfach ausgezeichnet worden, unter anderem mit dem Deutschen Journalistenpreis, dem Helmut Schmidt Journalistenpreis und dem Ludwig Erhard Förderpreis für Wirtschaftspublizistik.
2022 erschien ihr erstes Buch bei den Ullstein Verlagen in Berlin: Jenseits von Europa.
Im selben Jahr setzten die Branchenmagazine Medium Magazin und Wirtschaftsjournalist:in sie auf die Liste der wichtigsten Wirtschaftsjournalisten des Jahres.
Sophia Bogner arbeitet als Redakteurin bei den Tagesthemen der ARD.
Sophia Bogner gilt als Expertin für die wirtschaftliche und politische Entwicklung Afrikas. Sie wird regelmäßig in Zeitungen und im Fernsehen interviewt, tritt in Podcasts auf, oder ist Sprecherin auf Veranstaltungen.

## Auszeichnungen  (Auswahl)
- 2020: Deutscher Journalistenpreis[13]
- 2021: Medienpreis der deutschen Lungenstiftung[14]
- 2022: Helmut-Schmidt-Journalistenpreis[15]
- 2022: Österreichischer Zeitschriftenpreis[16]
- 2022: Ludwig Erhard Förderpreis für Wirtschaftspublizistik[17]

## Bücher und Veröffentlichungen
- Jenseits von Europa, Econ, Ullstein Verlage, Berlin, 2022, ISBN 978-3-430-21056-0
- The African Dream, (englisch), Konrad-Adenauer-Stiftung, Berlin, 2022[18]
- Unternehmertum in Afrika, Serie in brand eins, Hamburg, 2019 bis 2022[19]